# Antipathozoanthus macaronesicus
Antipathozoanthus macaronesicus is een Zoanthideasoort uit de familie van de Parazoanthidae. De wetenschappelijke naam van de soort is voor het eerst geldig gepubliceerd in 2003 door Ocana & Brito.